# Aesculap-Polka
Aesculap-Polka, op. 130, är en polka av Johann Strauss den yngre. Den framfördes första gången den 25 januari 1853 i Wien.

## Historia
Aesculap-Polka var skriven för och tillägnad medicinstudenterna vid Wiens universitet. Den spelades första gången den 25 januari 1853 i danslokalen Zum Sperl i samband med studenternas karnevalsbal, vilken var tillägnad läkekonstens gud inom den grekiska mytologin: Asklepios.

## Om polkan
Speltiden är ca 2 minuter och 51 sekunder plus minus några sekunder beroende på dirigentens musikaliska tolkning.